# Conches-sur-Gondoire
Pour les articles homonymes, voir Conches et Gondoire.
Conches-sur-Gondoire est une commune française située dans le département de Seine-et-Marne en région Île-de-France.

## Géographie
Conches-sur-Gondoire est située entre les villes de Lagny-sur-Marne et Bussy-Saint-Georges. Les vallées de la Gondoire et de la Brosse constituent un espace vert protégé de quelques centaines d'hectares, aujourd'hui en voie d'aménagement et apprécié de la population et qui, à Conches-sur-Gondoire, forme le poumon vert de la petite commune qui grimpe à partir de son ru paressant entre les deux flancs de sa conche. Cependant il nous faut remiser aux neiges d'antan la vision idyllique du poète qui écrivait sur Conches, à l'époque de Lamartine : "Le territoire des environs de l'église ne consiste qu'en vergers, arbres fruitiers et bocages..." (Michelin 1829).

### Hydrographie
Le système hydrographique de la commune se compose d'un seul cours d'eau référencé : la Gondoire, longue de 12,11 km qui conflue avec un bras de la Marne.
Sa longueur linéaire globale sur la commune est de 1,71 km.

### Climat
Pour des articles plus généraux, voir Climat de l'Île-de-France et Climat de Seine-et-Marne.
En 2010, le climat de la commune est de type climat océanique dégradé des plaines du Centre et du Nord, selon une étude du CNRS s'appuyant sur une série de données couvrant la période 1971-2000. En 2020, Météo-France publie une typologie des climats de la France métropolitaine dans laquelle la commune est exposée à un climat océanique altéré et est dans une zone de transition entre les régions climatiques « Sud-ouest du bassin Parisien » et « Nord-est du bassin Parisien ».
Pour la période 1971-2000, la température annuelle moyenne est de 11 °C, avec une amplitude thermique annuelle de 15,2 °C. Le cumul annuel moyen de précipitations est de 721 mm, avec 10,5 jours de précipitations en janvier et 7,8 jours en juillet. Pour la période 1991-2020, la température moyenne annuelle observée sur la station météorologique la plus proche, située sur la commune de Torcy à 5 km à vol d'oiseau, est de 12,1 °C et le cumul annuel moyen de précipitations est de 716,4 mm,. Pour l'avenir, les paramètres climatiques de la commune estimés pour 2050 selon différents scénarios d'émission de gaz à effet de serre sont consultables sur un site dédié publié par Météo-France en novembre 2022.
| Mois                                  | jan.            | fév.           | mars          | avril         | mai            | juin          | jui.           | août           | sep.          | oct.            | nov.            | déc.            | année      |
| ------------------------------------- | --------------- | -------------- | ------------- | ------------- | -------------- | ------------- | -------------- | -------------- | ------------- | --------------- | --------------- | --------------- | ---------- |
| Température minimale moyenne (°C)     | 2,2             | 2,3            | 4             | 6,1           | 9,6            | 12,7          | 14,6           | 14,2           | 11,2          | 8,8             | 5,1             | 2,9             | 7,8        |
| Température moyenne (°C)              | 4,8             | 5,6            | 8,3           | 11,2          | 14,6           | 18            | 20,1           | 19,8           | 16,3          | 12,8            | 8,1             | 5,5             | 12,1       |
| Température maximale moyenne (°C)     | 7,4             | 8,9            | 12,6          | 16,2          | 19,7           | 23,2          | 25,6           | 25,5           | 21,5          | 16,8            | 11,1            | 8               | 16,4       |
| Record de froid (°C) date du record   | −12,6 07.01.09  | −11,4 07.02.12 | −8,6 01.03.05 | −3,3 06.04.21 | 0,4 07.05.1997 | 2,8 04.06.01  | 6,6 13.07.1993 | 5,8 28.08.1998 | 2 30.09.18    | −3,4 30.10.1997 | −9,7 24.11.1998 | −9,6 29.12.1996 | −12,6 2009 |
| Record de chaleur (°C) date du record | 17,3 05.01.1999 | 20,9 27.02.19  | 26,2 31.03.21 | 28,8 20.04.18 | 31,6 27.05.05  | 36,6 27.06.11 | 42,1 25.07.19  | 39,7 11.08.03  | 35,7 08.09.23 | 28,7 02.10.11   | 21,9 07.11.15   | 17,8 07.12.00   | 42,1 2019  |
| Précipitations (mm)                   | 57,2            | 53,2           | 52,5          | 50            | 71,3           | 57,6          | 60,5           | 66,1           | 53,3          | 60,5            | 59,5            | 74,7            | 716,4      |

### Milieux naturels et biodiversité
Aucun espace naturel présentant un intérêt patrimonial n'est recensé sur la commune dans l'inventaire national du patrimoine naturel,,.

## Urbanisme

### Typologie
Au 1er janvier 2024, Conches-sur-Gondoire est catégorisée grand centre urbain, selon la nouvelle grille communale de densité à sept niveaux définie par l'Insee en 2022.
Elle appartient à l'unité urbaine de Paris, une agglomération inter-départementale regroupant 407  communes, dont elle est une commune de la banlieue,,. Par ailleurs la commune fait partie de l'aire d'attraction de Paris, dont elle est une commune du pôle principal,. Cette aire regroupe 1 929 communes,.

### Lieux-dits et écarts
La commune compte 27 lieux-dits administratifs répertoriés consultables ici (source : le fichier Fantoir).

### Occupation des sols
En 2018, le territoire de la commune se répartit en 54,4 % de zones agricoles hétérogènes, 40,2 % de zones urbanisées, 5,3 % de terres arables et < 0,5 % de forêts,.

### Logement
En 2017, le nombre total de logements dans la commune était de 697 dont 94,4 % de maisons (maisons de ville, corps de ferme, pavillons, etc.) et 5,6 % d'appartements.
Parmi ces logements, 93,2 % étaient des résidences principales, 1,9 % des résidences secondaires et 4,9 % des logements vacants.
La part des ménages fiscaux propriétaires de leur résidence principale s'élevait à 88,8 % contre 9,4 % de locataires dont, 1,5 % de logements HLM loués vides (logements sociaux) et, 1,8 % logés gratuitement.

## Toponymie

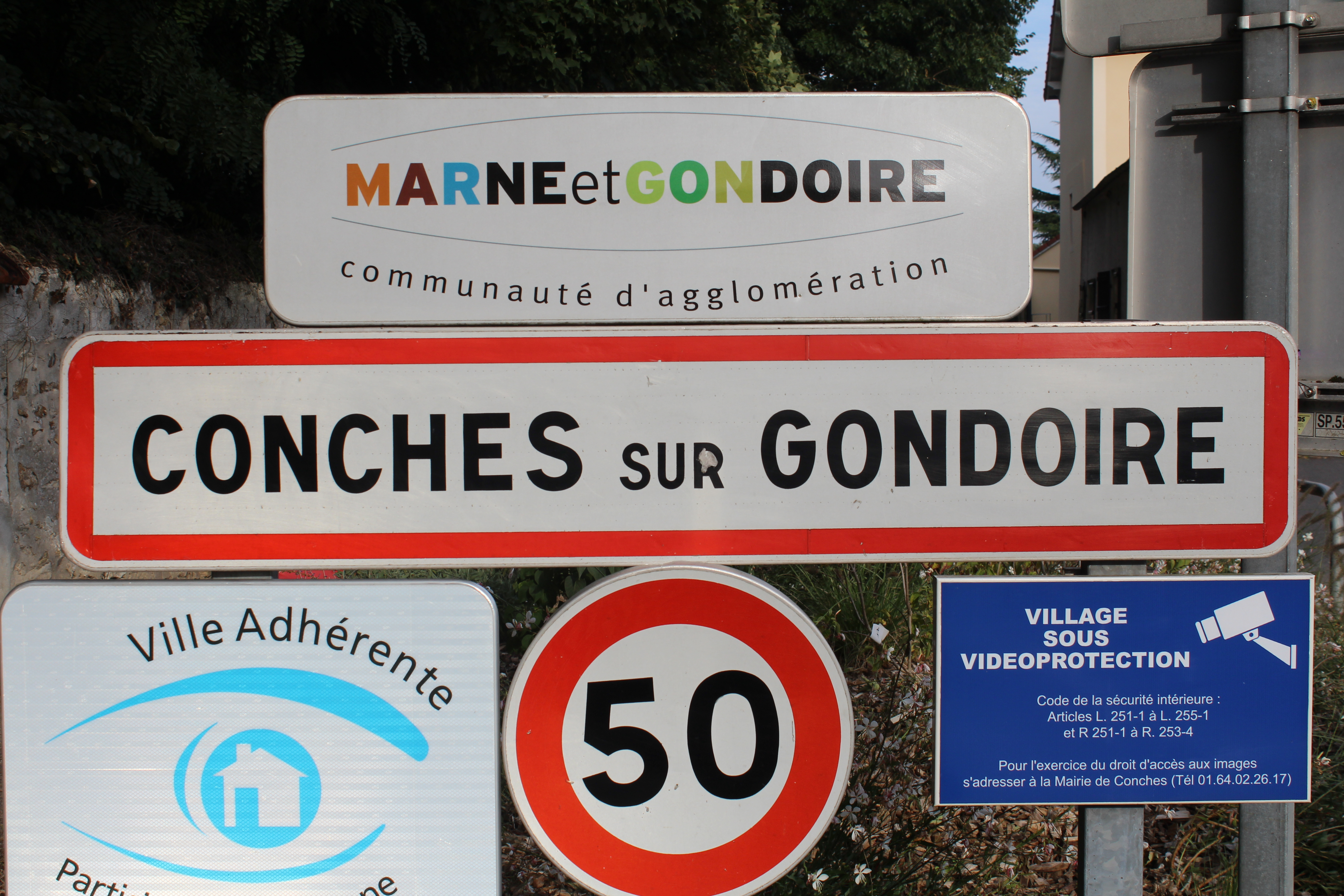
Panneau d'entrée.

Auparavant, la commune était simplement désignée sous le nom de Conches, appellation encore fréquemment utilisée dans le langage courant. La dénomination actuelle a été officialisée en 1993
.
Le nom de Conches proviendrait de la coquille Saint-Jacques qu'arboraient les pèlerins de Saint-Jacques-de-Compostelle qui, empruntant l'ancien Chemin Pavé de Meaux à Paris (aujourd'hui la D 217 bis), étaient hébergés sur le passage soit au prieuré de Conches soit à l'auberge ou à la chapelle du Chemin (Guermantes)[réf. nécessaire]. Selon une autre étymologie populaire, Conches aurait été, à l'époque des grands bouleversements géologiques, un endroit privilégié où aimaient se rassembler, en concentrations remarquées, de ces petits mollusques des marais appelés buccins aux coquilles en forme de conques, assez communs en Île-de-France, et qui auraient, par la suite, donné leur nom, à ce lieu-dit[réf. nécessaire]. Pour d'autres, ce nom proviendrait de la forme conchoïdale de la petite vallée de la Gondoire qui traverse le relief de la commune. Quelques autres font l'hypothèse de la traduction d'un ancestral lieu-dit « Conchas » (signifiant « les Sources » en vieux langage poétique vernaculaire[réf. nécessaire]), illustrant ainsi la présence de très nombreuses sources qui, en raison de la couche argilo-marneuse omniprésente, sourdaient de partout, en ces lieux, bien avant l'habitat, sur les pentes de la conche, les envahissaient et cascadaient vers le ru actuellement dénommé Gondoire, domestiquées par la suite en puits et fontaines presque aussitôt rendus atones par l'installation de l'eau courante dans l'habitat, celles-ci restant cependant toujours présentes dans les circuits souterrains.
La commune était autrefois homonyme exacte de l’actuelle Conches-en-Ouche (Eure) qui a reçu l’appellation composée à une date inconnue, estimée entre 1882 et 1943.

## Histoire
Les pèlerins de Saint-Jacques-de-Compostelle qui, empruntant l'ancien Chemin Pavé de Meaux à Paris (aujourd'hui la D 217 bis), étaient hébergés sur le passage soit au prieuré Son nom proviendrait de la forme conchoïdale évidente de la petite vallée de la Gondoire qui traverse le relief de la commune et lui prête son nom. Quelques autres, en voie de recherche, vous diront que cette appellation ne serait autre que la traduction d'un ancestral lieu-dit les Sources (« Conchas », en vieux langage poétique vernaculaire), illustrant ainsi la présence de très nombreuses sources qui, en raison de la couche argilo-marneuse omniprésente, sourdaient de partout, en ces lieux, bien avant l'habitat, sur les pentes de la conche, les envahissaient et cascadaient vers le ru actuellement dénommé Gondoire, domestiquées par la suite en puits et fontaines presque aussitôt rendus atones par l'installation de l'eau courante dans l'habitat, celles-ci restant cependant toujours présentes dans les circuits souterrains... Enfin, en dernière projection, quelques imaginations non moins fertiles vous lanceront que ce lieu dénommé Conches aurait été, à l'époque des grands bouleversements géologiques, un endroit privilégié où aimaient se rassembler, en concentrations remarquées, ces petits mollusques des marais appelés buccins aux coquilles en forme de conques, assez communs en Île-de-France, qu'on peut encore trouver dans les lacs des environs et qui auraient, par la suite, donné leur nom, à notre lieu-dit.
Le village de Conches dont l'église romane restaurée Sainte-Marie se dresse sur le coteau sud, vit sur ses flancs se construire, fin XIe - début XIIe siècle, un prieuré Saint-Jean-Baptiste commandité par l'Abbaye Saint-Pierre de Lagny à la suite d'une faveur de l'évêque de Paris, Geoffroy de Boulogne, oncle de Godefroy de Bouillon et Chancelier de France. La paroisse de Conches passa dès lors, avec celle de Chanteloup-en-Brie, (après celles de Gouvernes et Montévrain mais avant la petite nouvelle (1081) Saint-Thibault-des-Vignes), sous la houlette et l'action des moines de Lagny, qui la transformèrent (l'église notamment). Le cloître et l'essentiel des bâtiments annexes du prieuré furent fort endommagés pendant les guerres civiles du XVIe siècle mais celui-ci survécut jusqu'à la Révolution (Eberhart, Le Pays de Lagny). Des traces en subsistent encore aujourd'hui aux alentours de l'église et notamment un étang quadrangulaire aux rives maçonnées (ce qui aurait pu être un vivier), des soupçons de chapelle dans ce qui pourrait être le bâti initial du prieuré, des tombes, des souterrains, une crypte-cave médiévale (voûtes d'arêtes s'appuyant sur unique pilier central), comme celle de Blandy-les-Tours, sous la Grange, la salle des fêtes de la commune, et quelques bâtiments de ferme dont l'un appartint à Maurice Boitel qui a peint beaucoup de paysages sur ces pentes pendant la seconde moitié du XXe siècle.
Conches s'embellit au XIXe siècle de la construction d'un château et d'un parc à l'anglaise de 14 hectares (le parc des Cèdres), avec étang circulaire et glacière prévus pour les fêtes. Après avoir appartenu au professeur Gustave Ribaud, le château a été vendu 700 000 francs (environ 107 000 euros) et a été transformé en résidence seniors. Le parc est accessible aux visiteurs. Le Val Guermantes, l'îlot de verdure proche, a été construit vers cette époque, alors que commençait en face à se piqueter de maisons le flanc droit de la Gondoire lequel de nos jours en est constellé. Deux centres hippiques (et un centre de tennis) dévalent la conche. Pendant les années 1960, la maison de Maurice Boitel fut le point de rencontre de beaucoup de peintres, de musiciens et de scientifiques comme Gabriel Deschamps, Pierre Gaillardot, Georges Claude Chavanne, Pierre Dejean, Maurice Faustino-Lafetat, Louis Vuillermoz, Rodolphe Caillaux, Andrée Bordeaux-Le Pecq, Albert Besson, Gustave Ribaud, Daniel du Janerand, Françoise Ardré, Léonard Ginsbourg, etc.

## Politique et administration
| Période                                  | Période  | Identité         | Étiquette | Qualité    |
| ---------------------------------------- | -------- | ---------------- | --------- | ---------- |
| Les données manquantes sont à compléter. |          |                  |           |            |
| 1945                                     | 1971     | Henri Godard     |           |            |
| 1971                                     | 1977     | Joseph Sturma    |           |            |
| mars 1977                                | 2014     | René Crestey     |           |            |
| mars 2014                                | 2020     | Frédéric Nion    | UMP       | commercial |
| mai 2020                                 | En cours | Martine Daguerre |           |            |

## Démographie
Les habitants sont appelés les Conchois. Au dernier recensement de 2022, la commune comptait 1 751 habitants.
L'évolution du nombre d'habitants est connue à travers les recensements de la population effectués dans la commune depuis 1793. Pour les communes de moins de 10 000 habitants, une enquête de recensement portant sur toute la population est réalisée tous les cinq ans, les populations de référence des années intermédiaires étant quant à elles estimées par interpolation ou extrapolation. Pour la commune, le premier recensement exhaustif entrant dans le cadre du nouveau dispositif a été réalisé en 2008.

En 2022, la commune comptait 1 751 habitants, en évolution de +0,81 % par rapport à 2016 (Seine-et-Marne : +3,92 %, France hors Mayotte : +2,11 %).
| 1793 | 1800 | 1806 | 1821 | 1831 | 1836 | 1841 | 1846 | 1851 |
| ---- | ---- | ---- | ---- | ---- | ---- | ---- | ---- | ---- |
| 158  | 182  | 158  | 148  | 160  | 144  | 127  | 120  | 117  |

| 1856 | 1861 | 1866 | 1872 | 1876 | 1881 | 1886 | 1891 | 1896 |
| ---- | ---- | ---- | ---- | ---- | ---- | ---- | ---- | ---- |
| 120  | 132  | 132  | 105  | 110  | 102  | 99   | 96   | 113  |

| 1901 | 1906 | 1911 | 1921 | 1926 | 1931 | 1936 | 1946 | 1954 |
| ---- | ---- | ---- | ---- | ---- | ---- | ---- | ---- | ---- |
| 100  | 92   | 95   | 108  | 129  | 175  | 188  | 150  | 214  |

| 1962 | 1968 | 1975  | 1982  | 1990  | 1999  | 2006  | 2008  | 2013  |
| ---- | ---- | ----- | ----- | ----- | ----- | ----- | ----- | ----- |
| 307  | 471  | 1 234 | 1 750 | 1 790 | 1 716 | 1 722 | 1 723 | 1 724 |

| 2018  | 2022  | - | - | - | - | - | - | - |
| ----- | ----- | - | - | - | - | - | - | - |
| 1 756 | 1 751 | - | - | - | - | - | - | - |

## Économie

### Revenus de la population et fiscalité
En 2017, le nombre de ménages fiscaux de la commune était de 629, représentant 1 704 personnes et la  médiane du revenu disponible par unité de consommation  de 30 480 euros.

### Emploi
En 2017 , le nombre total d’emplois dans la zone était de 216, occupant 737 actifs  résidants.
Le taux d'activité de la population (actifs ayant un emploi) âgée de 15 à 64 ans s'élevait à 73,3 % contre un taux de chômage de 5,9 %. 
Les 20,9 % d’inactifs se répartissent de la façon suivante : 10,9 % d’étudiants et stagiaires non rémunérés, 6,6 % de retraités ou préretraités et 3,3 % pour les autres inactifs.

### Secteurs d'activité

#### Entreprises et commerces
En 2018, le nombre d'établissements actifs était de 105 dont 2 dans l’industrie manufacturière, industries extractives et autres, 17 dans la construction, 19 dans le commerce de gros et de détail, transports, hébergement et restauration, 3 dans l’Information et communication,  2 dans les activités financières et d'assurance, 3 dans les activités immobilières, 25 dans les activités spécialisées, scientifiques et techniques et activités de services administratifs et de soutien, 24 dans l’administration publique, enseignement, santé humaine et action sociale et 10  étaient relatifs aux autres activités de services.
En 2019, 17 entreprises ont été créées sur le territoire de la commune, dont 16 individuelles.
Au 1er janvier 2021, la commune ne disposait pas d’hôtel et de terrain de camping.

## Culture locale et patrimoine

### Lieux et monuments

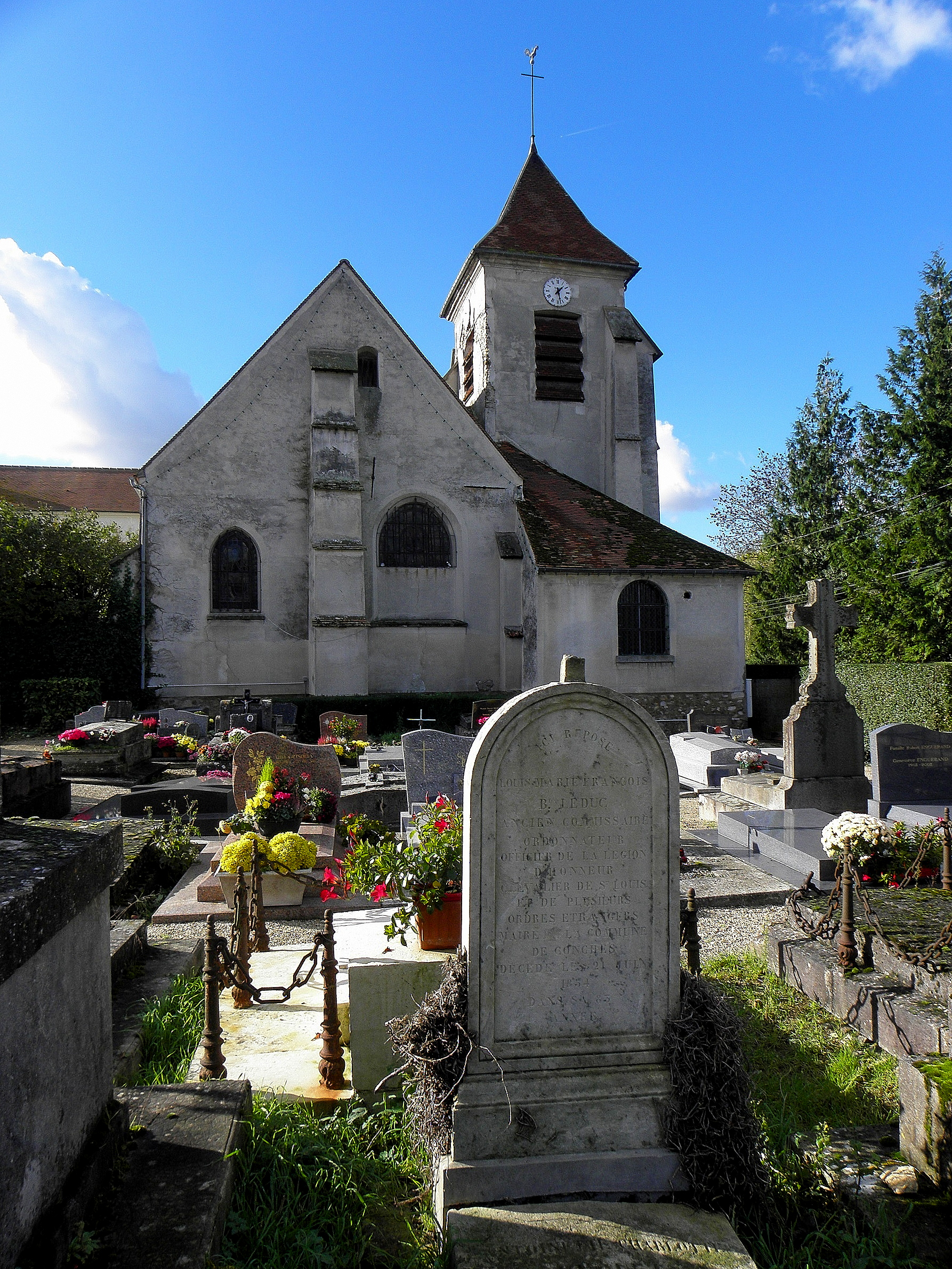
Chevet de l'église paroissiale Notre-Dame-de-l'Assomption - Cloche de l'église sonnant la demie : Fichier:Conches-sur-Gondoire - Cloche de l'église Notre-Dame-de-L'Assomption.ogg

- Église romane Sainte-Marie de début XIIe siècle avec fresques du XIXe siècle, classée monument historique en 1978  Inscrit MH (1978, Vestiges archéologiques de début XIIe des murs Nord et Sud de la nef)[34].
- Prieuré détruit pendant les guerres de Religion au XVIe siècle dont il reste, entre autres vestiges, la crypte-cave de la Grange et les bâtiments collectifs situés à l'ouest de l'église.
- Château du XIXe siècle avec son parc de quatorze hectares à l'anglaise avec une statue d'Alfred Corneau (Les Cèdres).
- Fermes du XVIIIe siècle.

### Événements
- Brocante en septembre.
- Fête du centre équestre Le Grand Clos le dernier samedi de juin.

### Personnalités liées à la commune
- Hélène Darly, actrice française (1900-1994), y a vécu et y est décédée.
- Maurice Boitel, peintre français.
- Gustave Ribaud, membre de l'Académie des Sciences.
- Léonard Ginsburg, paléontologue et géologue français (1927 - 2009) et Françoise Ardré, phycologue (1931 - 2010), tous deux scientifiques au Museum national d'histoire naturelle à Paris, s'y sont mariés en 1965.
- Pierre Albertini (1942-2017), judoka international français, devenu ensuite président de la Fédération française de tennis de table, décédé à Conches-sur-Gondoire.